# Africando Vol. 2 : Tierra Traditional
Albums de Africando
Africando Vol. 1 : Trovador
(1993) Gombo Salsa
(1996)
Africando Vol. 2 : Sabador est le deuxième album du groupe Africando sorti en 1994.

## Liste des Titres
| No | Titre                                     | Auteur          | Durée |
| -- | ----------------------------------------- | --------------- | ----- |
| 1. | Ken Moussoul Guis Li                      | Médoune Diallo  | 4:35  |
| 2. | Tierra Tradicional                        | Nicolas Menheim | 4:43  |
| 3. | Yay Boy                                   | Pape Seck       | 4:02  |
| 4. | Sama Rew                                  | Nicolas Menheim | 4:20  |
| 5. | Xale Bile                                 | Medoune Diallo  | 5:36  |
| 6. | Sama Thiely (adaptation de Moliendo café) | Pape Seck       | 4:36  |
| 7. | Sabador La Bamba                          | Nicolas Menheim | 3:21  |
| 8. | Ndiabaane                                 | Medoune Diallo  | 7:06  |
| 9. | Tierra Tradicional-Remix                  | Nicolas Menheim | 4:12  |

## Musiciens ayant participé à cet album

### Chanteur d'Africando
- Pape Seck
- Nicolas Menheim
- Medoune Diallo